# Mansoer

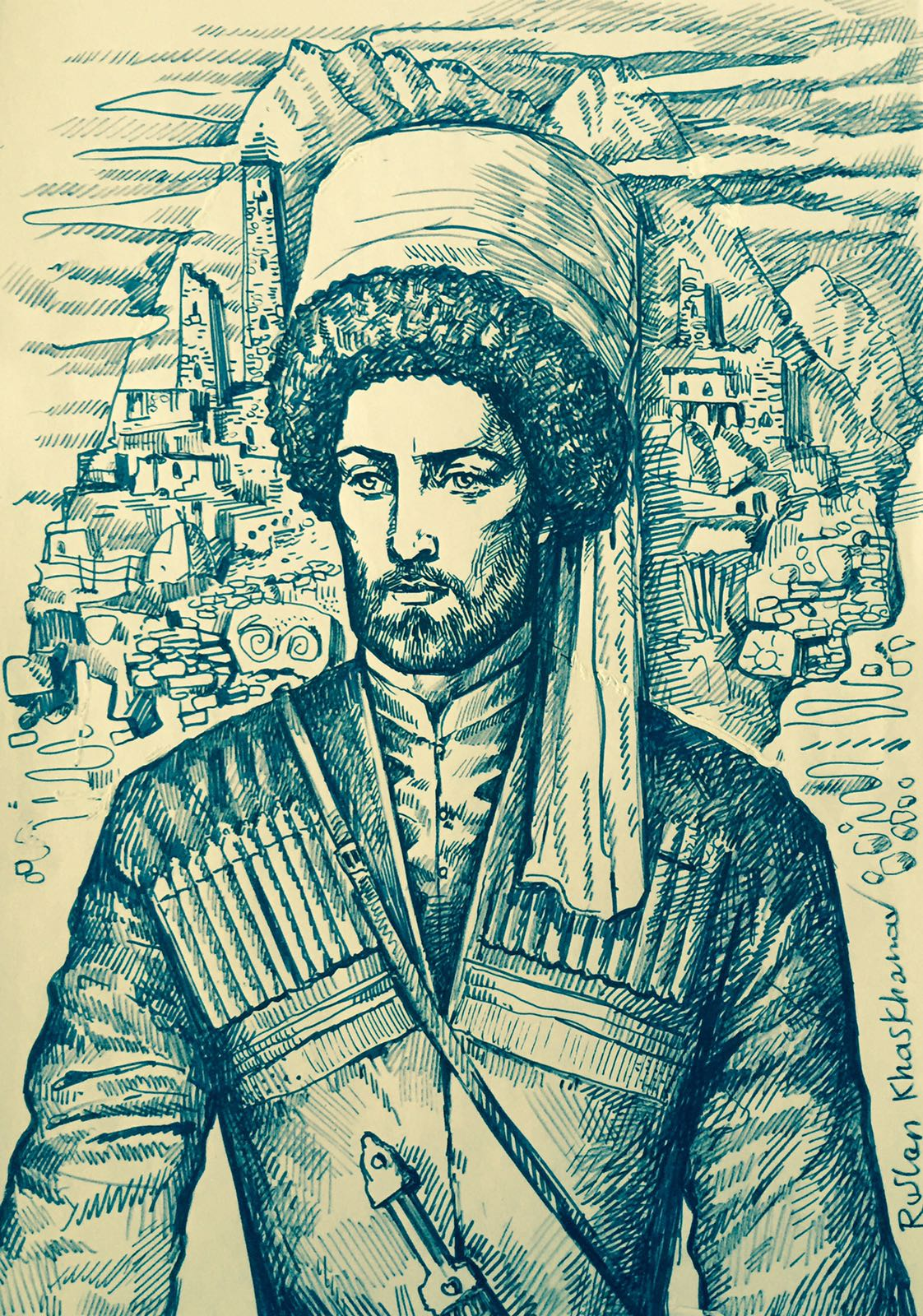
Portret van Mansoer

Sjeik Mansoer (Russisch: Шейх Мансур) (Camino, 2 juni 1732 of 1743 - Sjlisselburg, 13 april 1794) was een Tsjetsjeense sjeik en verzetsstrijder in de late 18e eeuw.Hij heeft het opgenomen tegen het leger van tsarina Catharina II van Rusland. Hij is een held voor veel mensen in de Noordelijke Kaukasus zoals voor de onafhankelijkheidsstrijders in Itsjkerië.

## Voor zijn verzet
Sjeik Mansoer werd geboren in het dorp Aldi in Tsjetsjenië onder de naam Oesjoerma. Hij kreeg de titel sjeik na zijn Naqshbandi-opleiding in Dagestan.

## Mansoers onafhankelijkheidsstrijd
Tijdens zijn verblijf in de Kaukasus werd hij in 1785 verkozen tot de eerste imam van de Noordelijke Kaukasus. Zo werd hij dus de Tsjetsjeense leider in de onafhankelijkheidsstrijd tegen de Russen. Mansoer is hoogstwaarschijnlijk de eerste geweest die de Noordelijke Kaukasus wilde samenvoegen onder een islamitische staat(na hem volgden Sjamil en Ghazi Mollah).
Deze strijd heeft Mansoer gevoerd tot en met 1791, toen hij gevangen werd genomen door de Russen in Anapa aan de Zwarte Zee. Mansoer werd opgepakt tijdens de inname van de stad door de Russen. Na zijn arrestatie werd hij meegenomen naar Sint-Petersburg op uitnodiging van tsarina Catharina II. Catharina II was schijnbaar erg geïnteresseerd in deze mythische figuur. Drie jaar later, in 1794 is Mansoer overleden in de Sjlisselburg-vesting bij Sint-Petersburg.

## Na zijn overlijden
Mansoer heeft na zijn overlijden als voorbeeld gediend voor vele vrijheidsstrijders in Itsjkerië zoals imam Sjamil, maar ook Dzjochar Doedajev en Aslan Maschadov. Doedajev had, nadat hij de onafhankelijkheid van Itsjkerië had uitgeroepen, een portret van Mansoer aan zijn muur hangen. Ook is in die tijd een belangrijk plein in Grozny vernoemd naar Mansoer.